# Кастиљоне Торинезе
Кастиљоне Торинезе (итал. Castiglione Torinese) је насеље у Италији у округу Торино, региону Пијемонт.
Према процени из 2011. у насељу је живело 5131 становника. Насеље се налази на надморској висини од 205 м.

## Становништво
| 1936. | 1951. | 1961. | 1971. | 1981. | 1991. | 2001. | 2011. |
| ----- | ----- | ----- | ----- | ----- | ----- | ----- | ----- |
| 1.721 | 2.122 | 2.713 | 4.034 | 4.573 | 4.940 | 5.480 | 5.480 |